# Xavier Alcalde i Villacampa
Xavier Alcalde i Villacampa (Barcelona, 1978) és un politòleg, sociòleg, professor universitari i investigador català.
Professor de Relacions Internacionals a la Universitat Autònoma de Barcelona i professor consultor a la Universitat Oberta de Catalunya, ha estat investigador al Centre d'Estudis Avançats de Ciències Socials de la Fundació Juan March a Madrid, a l'Institut Universitari Europeu de Fiesole, a l'Institut Català Internacional per la Pau (ICIP) de Barcelona i al Centre d'Estudis sobre Moviments Socials de la Scuola Normale Superiore de Florència. Alcalde s'ha especialitzat en la recerca sobre la història social de l'esperanto. Entre les seves publicacions més destacades es troba Esperanto i anarquisme: els orígens (1887-1907), on es dissecciona la relació entre el moviment llibertari i la recerca d'una llengua universal.